# Stephen Gethins
Stephen Patrick Genthins (Glasgow, 28 marzo 1976) è un politico britannico.

## Biografia
Genthins ha studiato giurisprudenza all'Università di Dundee, dove si è concentrato sul diritto internazionale pubblico. Ha anche conseguito un master presso l'Università del Kent. Ha lavorato per varie organizzazioni non governative ed era particolarmente coinvolto nella smilitarizzazione e nella democratizzazione nei conflitti nel Caucaso e nei Balcani.

## Carriera politica
Gethins è stato consigliere del primo ministro della Scozia per le questioni europee e internazionali, nonché per le questioni rurali, l'energia e i cambiamenti climatici. È stato anche consigliere politico del Comitato delle regioni.
Nelle elezioni generali del 2015 nel Regno Unito, è stato candidato per il collegio elettorale del Nord-Est Fife per il Partito Nazionale Scozzese. L'incombente liberal-democratico Menzies Campbell, che ha rappresentato il collegio elettorale nella Camera dei comuni britannica dal 1987, non ha partecipato a queste elezioni. Con il massiccio numero di voti del SNP in queste elezioni, Gethins ha ottenuto la maggioranza dei voti con il 40,9% e successivamente è entrato a fare parte della Camera dei comuni per la prima volta. In Parlamento, è membro della commissione per gli affari esteri e da gennaio 2016 anche di un sottocomitato associato. Con un vantaggio di soli due voti davanti allo sfidante liberal-democratico, Gethins ha mantenuto il suo mandato nelle elezioni generali del 2017.